# Eugeniusz Reach
Eugeniusz Reach (ur. 1877 w Pradze, zm. 1950 w Bielsku) – lekarz, chirurg, jeden z pionierów współczesnej medycyny rekonstrukcyjnej.

## Życiorys
Eugeniusz Reach (Eugen Reach) ur. 21 września 1877 roku w Pradze w zasymilowanej żydowskiej rodzinie Teodora i Florentyny Reach. Tam podjął studia medyczne na Uniwersytecie Karola u prof. Juliusa Pohla, który był nominowany do nagrody Nobla. Po uzyskaniu dyplomu przez dwa kolejne lata specjalizował się w chirurgii także w Pradze u dwóch profesorów: Antona Wölflera (pioniera nowatorskich operacji chirurgicznych) a potem u Hermanna Schloffera (który wykonał pierwszy zabieg usunięcia gruczolaka przysadki). Dokładnie w czasie tej specjalizacji był pod opieką prof. Otakara Kukuli – który 5 lat później był prowadzącym profesorem Františka Buriana uważanego za ojca współczesnej chirurgii plastycznej. Już w czasie tych specjalizacji dr Eugeniusz Reach został zaproszony do szpitala w Bielsku, gdzie przyjechał w 1903 roku i od razu otrzymał tytuł „pierwszego starszego lekarza” chirurgii i zastępcy dyrektora szpitala. Oprócz chirurgii ogólnej Reach był chirurgiem „uszu, nosa i gardła”. Po wybuchu I wojny światowej Bielsko stało się miastem szpitali wojskowych i podobnie jak dr Burian w Pradze tak dr Reach w Bielsku przeprowadzał wielką liczbę operacji chirurgicznych podczas których także eksperymentował. 

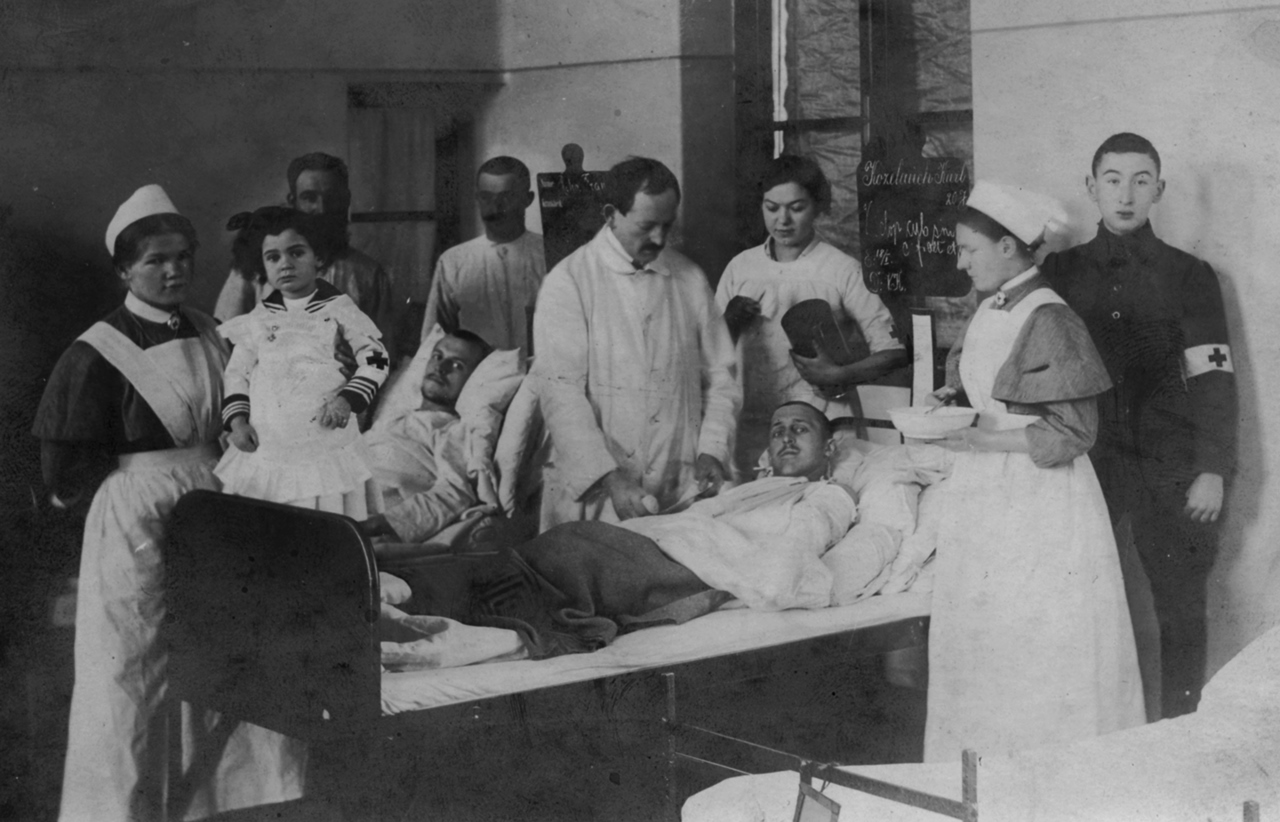
Dr Eugeniusz Reach przy rannych żołnierzach w szpitalu miejskim w Bielsku w 1915 roku

W bielskim szpitalu w 1915 roku wykonał operację młodemu studentowi medycyny z Wiednia, który na froncie z odłamku miał uszkodzoną żuchwę. Mięśnie się tak zrosły, że nie mógł otwierać żuchwy by normalnie jeść i pokarm wkładał do ust w małych kawałeczkach. Doktor Reach ponownie rozciął ranę i ułożył na nowo tkanki mięśni i skóry. Operacja zakończyła się sukcesem. W latach 20. dokonywał także operacji rekonstrukcyjnych nosów u ludzi chorych wenerycznie. Dr Reach wykonał też w Bielsku pierwsze cięcie cesarskie, które zakończyło się pomyślnie dla matki i dziecka. Po wybuchu II wojny światowej został odsunięty od zawodu, następnie aresztowany i osadzony w niemieckim obozie koncentracyjnym Auschwitz-Birkenau. W obozie doczekał wyzwolenia i wrócił do Bielska 21 marca 1945 roku. Ze względu na zły stan zdrowia nie wrócił już do szpitala na stanowisko lekarza. Zmarł w Bielsku 22 grudnia 1950 roku i pochowany został na miejscowym cmentarzu żydowskim.